# Karácsond (przystanek kolejowy)
Karácsond (węg: Karácsond megállóhely) – przystanek kolejowy w Karácsond przy Vasút utca, na Węgrzech.

## Linie kolejowe
- Linia kolejowa 80 Budapest – Hatvan - Miskolc - Sátoraljaújhely

| Karácsond                                                                   |  |                           |
| Linia kolejowa 80 Budapest – Hatvan - Miskolc - Sátoraljaújhely (97,000 km) |  |                           |
| Adácsodległość: 6,000 km                                                    |  | Ludas odległość: 4,000 km |